# 季小薇
季小薇（Zee Avi，1986年—），原名Izyan Alirahman，也叫稱KokoKaina, PBK，出生於砂拉越的美里，12歲時搬到吉隆坡，是馬來西亞創作歌手，會演奏吉他、烏克麗麗。
季小薇在17歲時開始自學吉他，在吉隆坡時在幾個樂團演奏節奏吉他，後來她去倫敦，在American InterContinental University倫敦分校學習服裝設計，畢業後回到吉隆坡，開始寫歌。季小薇有一次把在吉隆坡演奏的影片放在youtube，本來是想等朋友看完後就刪除，後來被朋友說服，將影片留在youtube上，因此被人發掘。季小薇目前住在美國。
季小薇為2016年描述馬來西亞國家足球隊的電影《輝煌年代》，和Rendra Zawawi合寫了《Arena Cahaya》主題曲，並且擔任主唱，獲得馬來西亞電影節的最佳原創電影歌曲，也獲得第53屆金馬獎的最佳原創電影歌曲。

## 外部連結
- 官方网站
- Brushfire Records Artist Profile – Zee Avi（页面存档备份，存于）